# State of Mind (Album)
State of Mind ist das zweite Studioalbum des Michael Mind Projects. Es besteht aus drei CDs und wurde am 4. Januar 2013, genau zum Zeitpunkt ihres 6-jährigen Bestehens, veröffentlicht.

## Hintergrund
Mit der Veröffentlichung ihrer 14. Single Antiheroes gaben sie bekannt, dass das Album am 4. Januar 2013 veröffentlicht wird. Die Titel von State of Mind wurden vom Duo selber produziert, geschrieben und komponiert, wobei dort viele weitere Künstler mitwirkten. Nicht bei allen Songs sind die Gastmusiker beziehungsweise Sänger angegeben. Der Rapper Old Silverback, sowie die Sängerin Caroline von Brünken, die seit Beginn ihrer Karriere Stimme vieler Lieder waren, wirkte auch auf dieser CD bei vielen Songs mit, zum Beispiel bei Nothing Lasts Forever, Hook Her Up oder Feel Your Body. State of Mind wurde über das deutsche Plattenlabel Kontor Records veröffentlicht.

### Beschreibung der CDs
erste CD (↓ Titelliste)
Die erste CD des Albums besteht hauptsächlich aus neuen Songs. Ebenso sind die Single-Auskopplungen zu finden, die seit dem Jahre 2011 erschienen sind. Von allen Titeln wurde, bis auf Hook Her Up, der in der Michael Mind Project 2k13 Version vorhanden ist, die Originalversion verwendet.
zweite CD (↓ Titelliste)
Die zweite CD des Albums besteht ausschließlich aus Remixen und 2k13-Versionen allerlei Songs des Projekts, wobei überwiegend alte und keine Tracks dabei sind, die erst Ende 2012 aufgenommen wurden. Die Remixer waren unter anderem der Schweizer DJ Remady oder das deutsche DJ-Duo Bodybangers.
dritte CD (↓ Titelliste)
Die dritte CD des Albums gilt als Dankeschön für alle ihre Fans und ist ein DJ Mix mit der Länge von einer Stunde und zwanzig Minuten. Dabei sind Songs wie This Is My Love von Gold 1 oder Summer Jam von R.I.O. In Download-Portalen wie Amazon oder iTunes ist er nur als Einzel-Track verfügbar.

## Deluxe Edition
Am 5. Juli 2013 erschien eine Deluxe Edition des Albums. Diese enthält zum einen den neuen Song One More Round, der im Juni 2013 erschien, als auch sämtliche „Extended Versionen“ zu den Remixen die auf CD2 enthalten sind. Ebenfalls wurde die Normale Version von Razorblade durch die Single Version ersetzt. Der Unterschied der beiden Versionen stellt neue Vocals da, die von Lisa Aberer gesungen wurde. Des Weiteren ist die Radio Edit von How Does It Feel hinzugefügt worden.

## Rezeption
Die Kritiken fielen unterschiedlich aus. Ein Kritiker der Seite „Albumcheck“ gab dem gesamten Album . Hier ein Ausschnitt aus seinem Review:
Während die erste CD doch eher dahin plätschert und extrem poppigen Sound der Neuzeit zu beten hat (eher 5 Sterne), verblüfft die zweite CD mit starken Tracks, die z. T. noch aus den 80ern stammen (hier acht Sterne, da sich die Songs wiederholen). Dies hat mich dazu animiert, wieder die Originale aus dem Schrank zu wühlen und diese abzuspielen und miteinander zu vergleichen.
CD Nummer 3 ist ebenfalls ganz nett geworden und bieten viel Abwechslung. Doch bei genauem Hinhören überkommt einem das Gefühl, dass sich die Lieder ständig wiederholen. Hier wäre weniger vielleicht mehr gewesen.

### Chartplatzierungen
Vorerst konnte das Album keine Chartplatzierungen erreichen, aber nach zwei Wochen stieg es in Deutschland auf Platz 53 der Album-Charts ein. Auch in Österreich stieg es ein. Dort erreichte es sogar Platz 43. Auch in den iTunes- und Amazon-Charts war es vertreten, dort konnte es jeweils in die Top-30 steigen.

## Singles

### How Does It Feel
How Does It Feel erschien am 27. November 2009 und war die erste Single-Auskopplung und der erste Vorbote des Albums. Die Vocals wurden von dem gleichnamigen Song vom Electro-House DJs Klaas übernommen. Ebenfalls ist der Song die erste Single, die als „Michael Mind Project“ erschien. Der Titel hielt sich vorerst drei Wochen in den Deutschen Single-Charts, stieg aber 2010 wieder ein. Ihre Top-Platzierung war Rang 67. Das Musikvideo erschien am 18. November 2009 in Form des „Dutch Mix“ auf dem offiziellen YouTube-Kanal von Kontor Records. Am 30. November 2009 wurde das Video zur Radio Edit hochgeladen. Im Video sind das Michael Mind Project, Jens Kindervater und Francois Sanders zu sehen. Sie gehen gemeinsam durch New York City. In der U-Bahn verlieren sie sich durch das Gedrängel aus den Augen. Sanders wird in die Bahn gedrückt und sieht das Kindervater noch am Bahnsteig steht. Als sie wieder im Augenkontakt stehen deutet Sanders auf sein Handy und teilt ihm so mit, dass er ihn anrufen soll. Doch Kindervater merkt, dass er seins vergessen hat. An einer Telefonzelle versucht er, ihn zu erreichen, doch Sanders Handy ist leer. Sanders steigt aus und beide irren durch New York. In einer großen Halle treffen sie sich dann letztlich wieder.

### Feel Your Body
Feel Your Body war die zweite Single des Albums und erschien am 16. April 2010. Sie erreichte nur in Deutschland die Charts, wobei sie dort lediglich Platz 67 erreichte und dennoch insgesamt 4 Wochen dort vertreten war. Das offizielle Musikvideo wurde am bereits am 6. April auf dem YouTube-Account des Plattenlabels Kontor Records hochgeladen. Dort sind abwechselnd die Lyrics des Liedes, das Michael Mind Project und die stark verdunkelte Sängerin Caroline von Brünken sehen.

### Delirious
Delirious ist der Titel der dritten Single, die am 19. November 2010 veröffentlicht wurde. Die Sänger dieses Tracks sind Mandy Ventrice und Carlprit. Allerdings konnte der Song keine Chartplatzierungen erreichen. Das Musikvideo erschien erstmals am 3. November 2011. Es zeigt, passend zum Titel beziehungsweise Songtext des Refrains Delirious, was auf Deutsch phantasierend bedeutet, verschiedene phantasiereiche Szenen und Bilder. Carlprit und Ventrice sind nicht zu sehen.

### Hook Her Up
Hook Her Up ist die vierte Single-Auskopplung des Albums und wurde am 29. April 2011 als Promo-Single auf den Markt gebracht. Sie erschien, wie Delirious, vollkommen ohne Plattenlabel, da Kontor Records sich zu dieser Zeit auflöste und die Neugründung erst später stattfand. Auch dieser Song konnte keine Chartplatzierungen erreichen. Auch ein Musikvideo wurde nicht gedreht. Der Song ist auf dem Album in Form eines 2k13-Remix vorhanden.

### Ready or Not
Ready or Not ist die fünfte Veröffentlichung aus dem Album. Sie wurde mit dem US-amerikanischen Rapper und Sänger Sean Kingston aufgenommen. Das Lied stieg bis auf Platz 55 der deutschen Single-Charts und wurde in Deutschland schließlich der offizielle Song der FIFA Frauen-Weltmeisterschaft. Das Musikvideo erschien am 9. Juni 2011 auf dem offiziellen YouTube-Kanal des Michael Mind Projects. Dort ist zu sehen, wie die beiden DJs gemeinsam mit einer Gruppe von Tänzern und Fußballern, wobei hier fast ausschließlich Frauen gezeigt werden, zu einem Strand gehen, wo die DJs anschließend ihr Schaltpult aufbauen und ihre Platten auflegen. Immer wieder wird Sean Kingston in Form einer Graffiti-Zeichnung gezeigt, während er singt und passende Bewegungen zum Sound macht.

### Rio de Janeiro
Rio de Janeiro ist die sechste Single aus diesem Album und erschien am 4. November 2011. Auch sie erreichte nur die deutschen Charts, wo sie auf Platz 56 vertreten war. Der Song wurde gemeinsam mit dem Rapper Bobby Anthony und der kanadischen Sängerin Rosette aufgenommen. Das Musikvideo zum Song wurde am 30. November 2011 von dem offiziellen YouTube-Kanal des Michael Mind Projects hochgeladen. Es beginnt mit Bobby Anthony, der morgens nach einer Party aufwacht. Um ihn herum ist alles verwüstet und mehrere junge Frauen schlafen neben ihm. Er steht auf und sieht eine Flasche, aus der etwas herausfließt. Er wischt die Flüssigkeit mit seinen Fingern auf und schmiert sie an die Wand. Die Frauen kommen hinter ihm zum Vorschein und sie sehen in der Flüssigkeit, wie durch eine Glasscheibe, Rozette am Strand das Lied Rio de Janeiro singen. Die Frauen wischen sich die Flüssigkeit auf den Körper. Auf einmal sieht man Bobby Anthony wieder auf dem Boden liegen, wie er in einen Fernseher schaut, wo das Video läuft.

### Feeling So Blue
Feeling So Blue ist der Titel der siebten Vorab-Single-Auskopplung und erschien am 15. Juni 2012. Bei diesem Song wirkte der US-amerikanische Sänger Dante Thomas mit. Die Single konnte Platz 38 der deutschen, Nummer 20 der österreichischen und Rang 40 der Schweizer Charts erreichen und war somit die erste Single, die sich in der Schweiz platzieren konnte. Das Musikvideo wurde parallel mit der Single-Veröffentlichung von Kontor.TV hochgeladen. Im Video sind zwei junge Frauen zu sehen, die gemeinsam mit einem Wagen an einer Küste entlangfahren und am Meer entlanggehen. Immer wieder sind die beiden DJs und Dante Thomas zusammen mit dem Lyrics des Songs zu sehen.

### Nothing Lasts Forever
Nothing Lasts Forever erschien am 14. September 2012 als achte Single des Albums und wurde nach dem Erfolg von Feeling So Blue wieder mit dem US-amerikanischen Sänger Dante Thomas aufgenommen.

### Antiheroes
Antiheroes wurde am 7. Dezember 2012 veröffentlicht und ist die neunte und letzte Vorab-Single. Parallel mit der Veröffentlichung wurde das Album erstmals angekündigt. Der Song konnte sich in Deutschland auf Platz 78 platzieren und blieb 3 Wochen in den Charts. Auch in Österreich erreichte er die Charts und verweilte eine Woche auf Rang 64. Das offizielle Musikvideo wurde ebenfalls am 7. Dezember auf den YouTube-Kanal von Kontor Records hochgeladen. Im Video ist eine Frau in einer Wüste zu sehen. Plötzlich kommt ein unförmiges Wesen aus dem All auf die Erde zugeflogen und landet in der Wüste knapp über dem Boden. Es besteht aus vielen einzelnen Formen, die rund über den Körper verteilt sind. Es dreht sich. Die Frau und das Wesen wandern durch die Natur bis zu einem Berg hinauf, wo sie von der äußersten Spitze das Wesen betrachtet.

### Give Me Love
Give Me Love ist die zehnte Single-Veröffentlichung und erschien gemeinsam mit dem Album am 4. Januar 2013. Bisher konnte der Song keine Chartplatzierung erreichen. Das Musikvideo wurde bereits am 3. Januar 2013 hochgeladen. Dort ist der Sänger des Videos, Birk Storm, zu sehen. Er sitzt am Fenster und schaut hinaus, während er die Mundbewegungen zum Song macht. In einer weiteren Szene ist er, völlig kaputt aufgrund des Verlusts seiner Freundin, zu sehen. Ebenso werden die Objekte, die er aus dem Fenster heraus beobachtet, gezeigt.

### Unbreakable
Unbreakable ist die elfte Single-Auskopplung aus State of Mind. Der Song erschien am 15. März 2013 als Single. Das offizielle Musikvideo wurde bereits am 6. März 2013 auf den offiziellen YouTube-Kanal von Kontor Records hochgeladen. Im Video geht es um die Liebesgeschichte eines anfangs sehr glücklichen Paares. Doch eines Tages geht die junge Frau zu ihrem Wagen, steigt ein und möchte Musik anmachen. Doch es ist keine CD im Spieler. Sie sucht im Wagen, öffnet das Handschuhfach und findet dort nur einen String, der nicht von ihr stammt. Sie geht zurück in die Wohnung und zeigt ihrem Freund das Kleidungsstück. Die Situation eskaliert und führt zu einem heftigen Streit. Dann schmeißt sie ihm den String zu und läuft sauer zum Wagen, wo ihre Freundin sie schon erwartet. Sie wirft ihr eine Graffiti-Flasche zu. Sie schreibt in großen Buchstaben das Wort „Looser“ auf die Windschutzscheibe. Dann steigt sie in das Auto ihrer Freundin und sie fahren zu zweit vor den Augen ihres Freundes fort. Gemeinsam ziehen die beiden jungen Frauen mit viel Spaß durch Los Angeles. Am Ende sehen sie die Sonne am Pazifik untergehen. Das Video hat ein offenes Ende. Man erfährt also nicht, ob sie wieder zu ihrem Freund zurückgeht oder nicht.

### Razorblade
Razorblade ist der Titel der zwölften Single-Veröffentlichung des Albums. Sie erschien so wie Unbreakable am 15. März 2013. Allerdings wurde für die Aufnahme, die auf der Single zu finden ist, eine neue Version verwendet, und zwar sang diese Version die X-Factor-Teilnehmerin Lisa Aberer. Das Musikvideo erschien am 15. März, parallel zur Single-Veröffentlichung auf dem offiziellen YouTube-Kanal von Kontor Records. Das Video wurde in L.A. gedreht. Es beginnt dort, wo das Video von Unbreakable aufhört. Allerdings wird keine der beiden Darstellerinnen gezeigt, stattdessen ist Lisa Aberer an verschiedenen Orten von Los Angeles zu sehen.

### One More Round
One More Round ist die 13. Single-Auskopplung des Albums. Anzumerken ist hierbei, dass der Titel nur auf der Deluxe-Edition enthalten ist. Aufgenommen wurde der Song zusammen mit dem Sänger Raghav und dem Rapper TomE. Das Lied erschien am 28. Juni 2013 als Single und konnte bereits nach einer Woche die Single-Charts von Deutschland, Österreich und der Schweiz erreichen. Die Höchstplatzierung erfolgte in der Schweiz mit Platz 40. Das offizielle Musikvideo wurde parallel zur Single-Veröffentlichung am 28. Juni 2013 auf den offiziellen YouTube-Kanal von Kontor Records hochgeladen. Im Video sind Raghav und TomE zum einen auf einer Jacht und zum zweiten am Strand zu sehen. Sie singen zwischen hübschen jungen Frauen den Text. Im Instrumental-Part sind das Michael Mind Project, Jens Kindervater und Francois Sanders bei Live-Auftritten zu sehen.

## Titelliste

Cover der Single Feel Your Body

| #   | Titel                                                                                         | Länge |
| CD1 | CD1                                                                                           | CD1   |
| --- | --------------------------------------------------------------------------------------------- | ----- |
| 1   | One More Round (feat. TomE & Raghav); (nur auf Deluxe Edition)                                | 3:44  |
| 2   | Antiheroes (Vocals by Andreas Öhrn)                                                           | 3:44  |
| 3   | Unbreakable (feat. Anais Aida)                                                                | 4:06  |
| 4   | Don’t Wanna Go Home (feat. Irresistible)                                                      | 3:35  |
| 5   | Nothing Lasts Forever (feat. Dante Thomas & Vocals by Old Silverback)                         | 3:25  |
| 6   | Razorblade (Vocals by Ronja / feat. Lisa Aberer)                                              | 3:54  |
| 7   | Give Me Love (feat. Birk Storm)                                                               | 3:49  |
| 8   | We Bounce (Vocals by John Ludvik)                                                             | 3:07  |
| 9   | Feeling So Blue (feat. Dante Thomas)                                                          | 2:49  |
| 10  | Lettin Go (feat. Niles Mason)                                                                 | 3:37  |
| 11  | Last Night (feat. Dante Thomas & Vocals by Caroline von Brünken)                              | 3:43  |
| 12  | Illegal (Vocals by Fiora Cutler)                                                              | 3:51  |
| 13  | Carry Me (Vocals by Caroline Von Brünken)                                                     | 4:34  |
| 14  | Hook Her Up (Michael Mind Project 2k13 Mix; Vocals by Caroline von Brünken & Old Silverback)  | 3:14  |
| 15  | Rio de Janeiro (feat. Bobby Anthony & Rosette)                                                | 3:16  |
| 16  | Ready or Not (feat. Sean Kingston)                                                            | 3:13  |
| 17  | Delirious (feat. Mandy Ventrice & Carlprit)                                                   | 3:10  |
| 18  | Power That Let’s Us Be (feat. Francisco)                                                      | 3:13  |
| CD2 |                                                                                               |       |
| 1   | Show Me Love (Michael Mind Project 2k13 Remix)                                                | 4:01  |
| 2   | Bakerstreet (Remady Remix)                                                                    | 3:39  |
| 3   | Feel Your Body (Bodybangers Remix)                                                            | 3:21  |
| 4   | How Does It Feel (Jerome Remix)                                                               | 3:32  |
| 5   | Ride Like the Wind (Sunloverz Remix)                                                          | 3:18  |
| 6   | Blinded By The Light (Michael Mind Project 2k13 Remix)                                        | 2:55  |
| 7   | Love’s Gonna Get You (G&G Remix)                                                              | 3:11  |
| 8   | Two, Three, Four (Nils Van Gogh Remix)                                                        | 2:55  |
| 9   | Don’t Walk Away (Eric Chase Remix)                                                            | 4:55  |
| 10  | Gotta Let You Go (Michael Mind Project 2k13 Remix)                                            | 4:43  |
| 11  | Love’s Gonna Get You (Laurent Wolf Remix)                                                     | 4:22  |
| 12  | Ride Like the Wind (Klaas Remix)                                                              | 3:14  |
| 13  | Blinded by the Light (feat. Manfred Mann’s Earth Band; Remode Remix)                          | 4:28  |
| 14  | Gotta Let You Go (Dutch Remix)                                                                | 3:36  |
| 15  | Show Me Love (Gap 4 Remix)                                                                    | 2:46  |
| 16  | Feeling So Blue (Dancecom Project Remix Edit)                                                 | 3:36  |
| 17  | Bakerstreet (House Rockerz Remix)                                                             | 3:43  |
| 18  | Rio de Janeiro (Duck on Dope Remix)                                                           | 4:25  |
| 19  | How Does It Feels (Dutch Remix)                                                               | 4:02  |
| 20  | Feel You Body (Rockstroh Remix)                                                               | 3:05  |
| CD3 |                                                                                               |       |
| 1   | Nothing Lasts Forever - Michael Mind Project feat. Dante Thomas                               | 4:05  |
| 2   | Out of My Mind - Bingo Players                                                                | 4:01  |
| 3   | Gotta Let You Go (Michael Mind Project 2k13 Remix) – Michael Mind                             | 3:13  |
| 4   | Summer Jam (Rob & Chris Bootleg) – R.I.O. feat. U-Jean                                        | 3:20  |
| 5   | Apollo - Hardwell feat. Amba Sheperd                                                          | 3:50  |
| 6   | Im My Mind (Michael Mind Project 2k13 Remix) – Ivan Gough feat. Ivan Feenixpawel & Georgi Kay | 4:20  |
| 7   | Bakerstreet (Remady Remix) – Michael Mind                                                     | 3:59  |
| 8   | This Is My Love (Michael Mind Project Remix) – Gold 1 feat. Bruno Mars & Jaeson Ma            | 3:47  |
| 9   | Show Me Love (Michael Mind Project 2k13 Remix) – Michael Mind                                 | 3:31  |
| 10  | Razorblade - Michael Mind Project                                                             | 4:03  |
| 11  | Sunrise (I Won’t Get Lost) (Tommy Trash Version) – The Aston Shuffle vs. Tommy Trash          | 3:52  |
| 12  | Antiheroes (Extended Version) – Michael Mind Project                                          | 4:16  |
| 13  | Crump - Tujamo                                                                                | 3:28  |
| 14  | Illegal - Michael Mind Project                                                                | 4:04  |
| 15  | Lettin Go - Michael Mind Project feat. Niles Mason                                            | 4:47  |
| 16  | Salvation - Barnes & Heatcliff                                                                | 4:00  |
| 17  | Seven Nation Army - Tradelove                                                                 | 3:49  |
| 18  | Heiliger Bimbam - Finger & Kadel                                                              | 3:28  |
| 19  | Love’s Gonna Get You (G&G Remix) – Michael Mind Project                                       | 3:22  |
| 20  | Hold This Moment - Klaas                                                                      | 3:30  |
| 21  | Feel Your Body (Bodybangers Remix) – Michael Mind Project                                     | 3:05  |